# Donald Metcalf
Donald Metcalf (* 26. Februar 1929 in Mittagong, New South Wales; † 15. Dezember 2014) war ein australischer Physiologe, Hämatologe und Krebsforscher. Er wirkte von 1954 bis 1996 am Walter and Eliza Hall Institute of Medical Research, darunter von 1965 bis zu seiner Emeritierung als Abteilungsleiter und stellvertretender Institutsdirektor, sowie von 1986 bis 1996 als Professor an der University of Melbourne. Schwerpunkt seiner Forschung, für die er unter anderem mit dem Robert-Koch-Preis, dem Albert Lasker Award for Clinical Medical Research und dem Gairdner Foundation International Award ausgezeichnet wurde, war die Regulation der Hämatopoese. Er galt international als einer der renommiertesten Hämatologen und zählte zu den bekanntesten Wissenschaftlern seines Heimatlandes.

## Leben
Donald Metcalf wurde 1929 in Mittagong im australischen Bundesstaat New South Wales geboren und erlangte 1951 einen vorklinischen Abschluss (undergraduate degree) als Bachelor of Medical Science sowie zwei Jahre später den Abschluss des Medizinstudiums als Bachelor of Medicine, Bachelor of Surgery an der University of Sydney. Anschließend wirkte er zunächst bis 1954 als Assistenzarzt am Royal Prince Alfred Hospital in Sydney, bevor er an die Abteilung für Krebsforschung des Walter and Eliza Hall Institute of Medical Research in Parkville wechselte. Hier fungierte er von 1958 bis 1964 als Laborleiter und schloss während dieser Zeit 1961 seine Promotion an der University of Sydney ab. Von 1965 bis zu seiner Emeritierung 1996 war er Leiter der Abteilung für Krebsforschung und stellvertretender Direktor des Walter and Eliza Hall Institute. Darüber hinaus wirkte er von 1986 bis 1996 als Professor für Tumorbiologie an der University of Melbourne.
Donald Metcalf war verheiratet und Vater von vier Töchtern. Im Jahr 2000 erschien unter dem Titel „Summon up the Blood: In dogged Pursuit of the Blood Cell Regulators“ seine Autobiographie. Darüber hinaus wurde 2007 von der Firma Film Australia eine Filmdokumentation über sein Leben für die Reihe „Australian Biography“ produziert.

## Wissenschaftliches Wirken
Schwerpunkt der Forschung von Donald Metcalf, der im Laufe seiner Karriere acht Monografien und über 600 wissenschaftliche Publikationen veröffentlichte, war die Regulation der Bildung der Blutzellen (Hämatopoese) und die Rolle von Zytokinen im Rahmen dieser Prozesse. Damit trug er unter anderem zur Entdeckung, Isolierung und Charakterisierung von Proteinen bei, die als koloniestimulierende Faktoren (Colony-stimulating Factors, CSF) bezeichnet werden und durch Aktivierung von intrazellulären Signalwegen die Proliferation und Differenzierung der verschiedenen Zellen des Blutes steuern. Diese Forschungsarbeiten waren grundlegend für die Einführung von GM-CSF und G-CSF als Medikamente zur Behandlung von Krebs und hämatologischen Erkrankungen. Er entwickelte außerdem Techniken zur Kultivierung von Blutzellen und leistete wichtige Beiträge zum Verständnis der Rolle des Thymus bei der Entstehung und Entwicklung der Lymphozyten.

## Auszeichnungen
Donald Metcalf war seit 1969 Fellow der Australian Academy of Science und seit 1983 Mitglied der Royal Society, die ihm 1986 den Wellcome Prize und 1995 die Royal Medal verlieh, sowie seit 1987 auswärtiges Mitglied der amerikanischen National Academy of Sciences. Außerdem wurde er 1976 zum Officer des Order of Australia ernannt und 1993 zum Companion des Ordens befördert.
Zu den Preisen, die ihm für seine Forschung verliehen wurden, zählen unter anderem der Robert-Koch-Preis (1988), einer der angesehensten Medizinpreise in Deutschland, der Alfred P. Sloan, Jr. Prize (1989), der Albert Lasker Award for Clinical Medical Research (1993), der Louisa-Gross-Horwitz-Preis (1993), die Jessie Stevenson Kovalenko Medal (1994), der Gairdner Foundation International Award (1994) und der Warren Alpert Foundation Prize (1996). Im Jahr 2001 erhielt er den Wissenschaftspreis des australischen Premierministers, die höchste staatliche Auszeichnung seines Heimatlandes im Bereich der Wissenschaften. Im Jahre 2007 wurde er mit dem „Award for Lifetime Achievement in Cancer Research“ der American Association for Cancer Research (AACR) ausgezeichnet.
Die 1950 gegründete International Society for Hematology and Stem Cells (ISEH) verleiht seit 1999 den nach ihm benannten Donald Metcalf Lecture Award. Von der australischen Post wurde im Jahr 2002 in der Briefmarkenserie „Australian Legends“ eine Marke zu Ehren von Donald Metcalf herausgegeben.

## Schriften (Auswahl)
- Clonal Culture of hemopoietic Cells: Techniques and Applications. Amsterdam und New York 1984
- The molecular Control of Blood Cells. Cambridge MA 1988
- The hemopoietic Colony-stimulating Factors: From Biology to clinical Applications. Cambridge und New York 1995
- Summon up the Blood: In dogged Pursuit of the Blood Cell Regulators. Miamisburg 2000
- Hematopoiesis: A developmental Approach. New York 2001